# Steven Poster
Steven (Barry) Poster, né le 1er mars 1944 à Chicago, en Illinois, aux (États-Unis), est un directeur de la photographie américain (membre de l'ASC), parfois crédité Steven B. Poster ou Steve Poster.

## Biographie
Au cinéma, le premier long métrage de Steven Poster comme chef opérateur à part entière sort en 1981. Parmi ses films suivants (majoritairement américains ou en coproduction) à ce poste, mentionnons Traquée de Ridley Scott (1987), Une chance sur deux de Patrice Leconte (film français, 1998), The Box de Richard Kelly (2009) et Amityville: The Awakening de Franck Khalfoun (2017).
Il est également à plusieurs reprises directeur de la photographie de seconde équipe (la première fois sur Rencontres du troisième type de Steven Spielberg en 1977) ou auteur de prises de vues additionnelles (notamment pour Blade Runner de Ridley Scott en 1982).
À la télévision américaine majoritairement, il est chef opérateur sur des séries et téléfilms depuis 1978. Mentionnons le téléfilm Roswell, le mystère de Jeremy Kagan (1994) et les épisodes pilotes des séries The Loop (2006), Raising the Bar : Justice à Manhattan (2008) et Hemlock Grove (2013).
Steven Poster est depuis 1987 membre de l'American Society of Cinematographers (ASC) et le président en 2002-2003. De plus, il est président de l'International Cinematographers Guild (en) (ICG) depuis 2006. 

## Filmographie partielle

### Cinéma

#### Directeur de la photographie
- 1980 : La Plage sanglante (Blood Beach) de Jeffrey Bloom
- 1981 : Réincarnations (Dead & Buried) de Gary Sherman
- 1983 : Strange Brew de Rick Moranis et Dave Thomas
- 1983 : Le Dernier Testament (Testament) de Lynne Littman
- 1985 : Le Garçon qui venait du ciel (The Heavenly Kid) de Cary Medoway
- 1986 : Blue City de Michelle Manning
- 1986 : La Tête dans les nuages (The Boy Who Could Fly) de Nick Castle
- 1987 : Traquée (Someone to Watch Over Me) de Ridley Scott
- 1988 : Big Top Pee-Wee de Randal Kleiser
- 1989 : Un flic à Chicago (Next of Kin) de John Irvin
- 1990 : Rocky 5 (Rocky V) de John G. Avildsen
- 1991 : Chienne de vie (Life Stinks) de Mel Brooks
- 1993 : Les Veuves joyeuses (The Cemetary Club) de Bill Duke
- 1997 : RocketMan de Stuart Gillard
- 1998 : Une chance sur deux de Patrice Leconte
- 2001 : Donnie Darko de Richard Kelly
- 2002 : Stuart Little 2 de Rob Minkoff
- 2003 : École paternelle (Daddy Day Care) de Steve Carr
- 2007 : Southland Tales de Richard Kelly
- 2009 : Toy Boy (Spread) de David Mackenzie
- 2009 : The Box de Richard Kelly
- 2010 : Comme chiens et chats : La Revanche de Kitty Galore (Cats and Dogs: The Revenge of Kitty Galore) de Brad Peyton
- 2011 : Hold-up (Flypaper) de Rob Minkoff
- 2017 : Amityville: The Awakening de Franck Khalfoun

#### Autres postes
- 1977 : Rencontres du troisième type (Close Encounters of the Third Kind) de Steven Spielberg (photographie de seconde équipe)
- 1978 : Un mariage (A Wedding) de Robert Altman (cadreur)
- 1982 : Blade Runner de Ridley Scott (photographie additionnelle)
- 1982 : La Cage aux poules (The Best Little Whorehouse in Texas) de Colin Higgins  ((photographie additionnelle)
- 1984 : Starman de John Carpenter (photographie de seconde équipe)
- 1984 : La Rivière (The River) de Mark Rydell (photographie de seconde équipe)
- 1986 : Les Aventures de Jack Burton dans les griffes du Mandarin (Big Trouble in Little China) de John Carpenter (photographie de seconde équipe)
- 1996 : The Crow : La Cité des anges (The Crow: City of Angels) de Tim Pope (photographie additionnelle)
- 1999 : Carrie 2 (The Rage: Carrie 2) de Katt Shea (photographie de seconde équipe)
- 2000 : Mission to Mars de Brian De Palma (photographie de seconde équipe)
- 2000 : Incassable (Unbreakable) de M. Night Shyamalan (photographie de seconde équipe)
- 2003 : Les Looney Tunes passent à l'action (Looney Tunes: Back in Action) de Joe Dante (photographie additionnelle)

### Télévision
Directeur de la photographie

#### Séries
- 2006 : The Loop, saison 1, épisode 1 (pilote) Un jeune cadre très dynamique (Pilot) de Betty Thomas
- 2008 : Raising the Bar : Justice à Manhattan (Raising the Bar), saison 1, épisode 1 (pilote) À couteaux tirés (Pilot)
- 2013 : Hemlock Grove,saison 1, épisode 1 (pilote) La Constellation des méduses (Jellyfish in the Sky) d'Eli Roth

#### Téléfilms
- 1978 : The Grass Is Always Greener Over the Septic Tank de Robert Day
- 1979 : The Night Rider de Hy Averback
- 1981 : Coward of the County de Dick Lowry
- 1983 : Mort suspecte (The Craddle Will Fall) de John Llewellyn Moxey
- 1986 : Seule contre la drogue (Courage) de Jeremy Kagan
- 1994 : Roswell, le mystère (Roswell) de Jeremy Kagan
- 1996 : Alliance interdite (Once You Meet a Stranger) de Tommy Lee Wallace
- 1997 : Color of Justice de Jeremy Kagan
- 2006 : The Danny Comden Project de Robert Duncan McNeill
- 2013 : Gutsy Frog de Mark A. Z. Dippé

## Distinctions (sélection)
- 1988 : Nomination à l'American Society of Cinematographers Award de la meilleure photographie pour un film, pour Traquée.